# Холланд, Роберт, 1-й барон Холланд
Роберт де Холланд (англ. Robert de Holand; приблизительно 1283 — 15 октября 1328) — английский аристократ, 1-й барон Холланд с 1314 года. Участвовал в войнах с Шотландией, принадлежал к окружению Томаса Ланкастерского, но в 1322 году, накануне сражения при Боробридже, перешёл на сторону короля Эдуарда II. Последующие несколько лет провёл в заключении. После свержения Эдуарда получил свободу, был убит одним из вассалов Генри Ланкастерского.

## Биография
Роберт де Холланд был сыном рыцаря и крупного землевладельца из Ланкашира, носившего то же имя, и его жены Элизабет де Сэмлисбери (дочери и наследницы сэра Уильяма Сэмлисбери). Он родился приблизительно в 1283 году и уже в 1298 году участвовал в походе в Шотландию и битве при Фолкерке. Предположительно начиная с этого времени Роберт был связан с графом Томасом Ланкастерским — членом королевского дома и наиболее могущественным лордом Англии. Томас привлекал Холланда к управлению своими обширными землями, держал его при себе в качестве советника и участника военных кампаний, награждал за службу поместьями. Благодаря этому Роберт сосредоточил в своих руках земли, приносившие годовой доход в 550 фунтов. Около 1308 года Ланкастер организовал для Холланда очень выгодный брак — с одной из трёх дочерей Алана ла Зуша, 1-го барона ла Зуша из Эшби, влиятельного барона из Лестершира. Сыновей у ла Зуша не было, и после его смерти Роберт получил ряд поместий, приносивших доход в 720 фунтов в год. Таким образом, Холланд стал богатым и влиятельным вельможей. 25 марта 1314 года его впервые вызвали в парламент как лорда, и с этого момента начинается история баронии Холланд.
Не позже 1305 года Роберт был посвящён в рыцари. В период с 1307 по 1320 годы король Эдуард II трижды утверждал его судьёй Чешира, а также назначал на другие должности в тех графствах, где он владел поместьями; в частности, в 1312 году Холланд стал губернатором замка Бистон. Тем не менее во внутриполитической борьбе сэр Роберт неизменно поддерживал Ланкастера, являвшегося главой оппозиции. В 1312 году Холланд участвовал в пленении королевского фаворита Пирса Гавестона (вскоре казнённого); в 1321 году, когда Ланкастер начал войну против новых королевских фаворитов, Диспенсеров, Роберт снова его поддержал. Однако вскоре король начал одерживать верх. В марте 1322 года, накануне решающего сражения при Боробридже, сэр Роберт сдался Эдуарду II с сильным отрядом в 500 человек. Благодаря этому Ланкастер был разгромлен и казнён, а барон Холланд сохранил жизнь и владения, но оказался в заключении. 
Спустя четыре года Эдуард II был свергнут, но Холланд и после этого не получил свободу: в составе победившей «партии» был брат Томаса Ланкастерского Генри, который считал сэра Роберта предателем, заслуживающим смерти. В 1327 году начался открытый конфликт между Ланкастером и Роджером Мортимером, фактически правившим в это время Англией. Последний отпустил Холланда на свободу. В 1328 году, когда Ланкастер поднял мятеж, один из его вассалов по имени сэр Уильям Уитер убил сэра Роберта в лесу в Хертфордшире. Отрубленную голову барона Уитер отправил своему сюзерену.

## Семья
Роберт де Холланд был женат на Мод (Матильде) ла Зуш (около 1290 — 31.05.1349), дочери Алана ла Зуша, 1-го барона ла Зуша из Эшби, и Элеаноры де Сегрейв. В этом браке родились:
- Джоан де Холланд (около 1302 — около 1347), жена Хью Даттона и мать Томаса, 1-го барона Даттона[6];
- Роберт де Холланд, 2-й барон Холланд (около 1312—1373)[2];
- Алиенора де Холланд (умерла до 21 ноября 1341), жена Джона Дарси, 2-го барона Дарси из Найта[7];
- Маргарет де Холланд, жена Джона Ла Варра[8];
- Алан де Холланд (умер примерно в 1339)[2];
- сэр Отес де Холланд[2];
- сэр Джон де Холланд[2];
- Томас де Холланд из Броутона (около 1320—1360), 1-й граф Кент[2];
- Элизабет де Холланд (1320—1387), жена сэра Генри Фиц-Роджера (по этой линии праправнуком первого барона Холланда является первый барон Бонвилл)[9];
- Мэри де Холланд, жена сэра Джона Темпеста из Брейсвелла[10].